# Habsburg Lipót Vilmos főherceg
Lipót Vilmos (németül: Leopold Wilhelm; Bécsújhely, Habsburg Birodalom, 1614. január 6. – Bécs, Habsburg Birodalom, 1662. november 20.), Habsburg-házból származó osztrák főherceg, hadvezér, Spanyol Németalföld főkormányzója 1647 és 1656 között IV. Fülöp spanyol király uralkodása alatt, valamint a Német Lovagrend 46. nagymestere 1641-től 1662-es haláláig.
A főherceg volt II. Ferdinánd német-római császár és Bajorországi Mária Anna legfiatalabb gyermeke. Lipót Vilmos előbb 1626-tól egyházi pályára lépett, majd 1641-ben a Német Lovagrend nagymestere lett. A harmincéves háborúban a császári csapatok hadvezére volt. 1647-ben nevezték ki a Spanyol-Németalföld főkormányzójává, amely tisztséget 1656-ig töltött be. Fivére, III. Ferdinánd halála után jelölték a német-római császári címre, ám ő unokaöccsét, Lipótot támogatta.
Lipót Vilmos főherceg a művészetek nagy mecénásaként és műgyűjtőként vált ismertté. Támogatta többek között ifjabb David Tenier, Frans Snyders és Pieter Snayers munkásságát is. A 17. századi velencei és flamand festményekből álló gyűjteményét ma a Bécsi Szépművészeti Múzeum őrzi.

## Származása
Lipót Vilmos főherceg 1614. január 6-án született Bécsújhelyen, a Habsburg-ház osztrák ágának tagjaként. Apja az ekkor még csak Belső-Ausztria ura, a későbbi II. Ferdinánd német-római császár és magyar király, aki II. Stájer Károly osztrák főherceg és Bajorországi Mária Anna hercegnő legidősebb életben maradt fia volt. Apai nagyapai dédszülei I. Ferdinánd német-római császár és magyar király és Jagelló Anna királyné (II. Jagelló Ulászló magyar és cseh király leánya), míg apai nagyanyai dédszülei V. Nagylelkű Albert bajor herceg és Habsburg Anna főhercegnő (szintén I. Ferdinánd császár és király leánya) voltak.
Édesanyja a Wittelsbach-házból származó Mária Anna bajor hercegnő, V. Jámbor Vilmos bajor herceg és Lotaringiai Renáta hercegnő legidősebb leánya volt. Anyai nagyapai dédszülei szintén V. Nagylelkű Albert herceg és Habsburg Anna főhercegnő, míg anyai nagyanyai dédszülei I. Ferenc lotaringiai herceg és Dániai Krisztina királyi hercegnő (II. Keresztély dán király lánya) voltak. Szülei közeli rokoni kapcsolatban álltak, első-unokatestvérek voltak.
Lipót Vilmos volt szülei hét gyermeke közül a legfiatalabb. Felnőttkort megért testvérei között olyan magas rangú személyek vannak mint a későbbi III. Ferdinánd német-római császár; Mária Anna főhercegnő, aki I. Miksa bajor választófejedelem felesége lett, és Cecília Renáta főhercegnő, aki hozzáment IV. Vasa Ulászló lengyel királyhoz.

## Élete
Lipót Vilmos főherceg 1614. január 6-án született Bécsújhelyen. Édesapja a későbbi II. Ferdinánd német-római császár, magyar és cseh király (1578–1637) volt. Édesanyja Mária Anna bajor hercegnő (1574–1616) volt, V. Vilmos bajor herceg leánya.
Egymás után nyerte el az egyházi méltóságokat: 1626-ban a Passaui és Strassburgi, 1627-ben a halberstadti, 1637-ben az olmützi püspökségeket, 1629-ben a magdeburgi érseki címet kapta meg. 1641-ben a Német Lovagrend nagymestere lett.
A harmincéves háborúban először 1639-től 1642-ig, majd 1645-től 1662-ig volt a császári hadak fővezére a svédek és a franciák ellen. 1642-ben a második breitenfeldi csatában vereséget szenvedett a svédektől. 1648-ban az Artois-i Grófság területén, a lensi csatában szenvedett vereséget a Nagy Condé herceg francia csapataitól.
1647-ben bátyja, III. Ferdinánd császár kinevezte őt Spanyol-Németalföld császári főkormányzójává. E méltóságot 1656-ig töltötte be, utódja Don Juan José de Austria spanyol herceg (1629–1679), IV. Fülöp spanyol király házasságon kívül született fia lett.

## A mecénás
Leopold Wilhelm nagy pártfogója volt a művészeteknek, festőket alkalmazott az antwerpeni Szent Lukács céh tagjai közül, köztük az Ifj. David Teniers életképfestőt és egyben megbízta azzal, hogy értékes festményekkel gyarapítsa a főherceg műgyűjteményét. A főherceg óriási összegeket költött a festmények megszerzésére, s nemcsak a híres itáliai mesterek, hanem a híres flamand festők műveit is gyűjtötte. Így kerültek be a gyűjteménybe Frans Snyders, Pieter Snayers, Daniel Seghers, Peter Franchoys, Frans Wouters, Jan van den Hoecke, Pieter Thijs és mások.
Amikor Lipót főherceg visszatért Bécsbe, a galériát is magával vitte Ausztriába, a galéria őre pedig egy flamand pap, Van der Baren lett, aki maga is első osztályú virág festő volt. Lipót főherceg a galériát unokaöccsére, I. Lipót császárra hagyta, így lett császári tulajdon, ma pedig a Bécsi Szépművészeti Múzeum része.

## Emlékezete
Carrarai márványból faragott életnagyságú szobrát felállították a Hadvezérek csarnokában, a bécsi Hadtörténeti Múzeumban.